# Overture (伊東歌詞太郎のアルバム)
『Overture』（オーバーチュア）は、日本のシンガーソングライター伊東歌詞太郎のミニアルバム。2019年8月31日発売。

## 概要
前作『From Far East 21』から約8か月ぶりのリリースとなった。
今作には、「ぷよぷよ」eスポーツ大会の応援ソングに起用されている「つながって」と、舞台「ABSO-METAL」の主題歌として書き下ろした楽曲「革命トライアングル」を含む全4曲が収録されている。
発売から1年後の、2020年4月1日には、各音楽配信サービスにて配信が開始された。

## 収録内容
| 全作詞・作曲: 伊東歌詞太郎。 |                        |              |              |      |      |
| #                            | タイトル               | 作詞         | 作曲・編曲   | 編曲 | 時間 |
| 1.                           | 「真夏のダイヤモンド」 | 伊東歌詞太郎 | 伊東歌詞太郎 |      | 3:38 |
| 2.                           | 「365」                | 伊東歌詞太郎 | 伊東歌詞太郎 |      | 4:13 |
| 3.                           | 「つながって」         | 伊東歌詞太郎 | 伊東歌詞太郎 |      | 3:42 |
| 4.                           | 「革命トライアングル」 | 伊東歌詞太郎 | 伊東歌詞太郎 |      | 3:56 |
| 合計時間:                    | 合計時間:              | 合計時間:    | 15:29        |      |      |

## タイアップ
つながって
「ぷよぷよeスポーツ」大会応援ソング
革命トライアングル
舞台「ABSO-METAL」主題歌